# Ruta 228 (Costa Rica)
La Ruta 228, oficialmente Ruta Nacional Secundaria 228, es una ruta nacional de Costa Rica ubicada en la provincia de Cartago.

## Descripción
En la provincia de Cartago, la ruta atraviesa el cantón de Cartago (los distritos de Occidental, Guadalupe, Corralillo, Quebradilla), el cantón de El Guarco (los distritos de El Tejar, Tobosi).